# 北原 (つくば市)

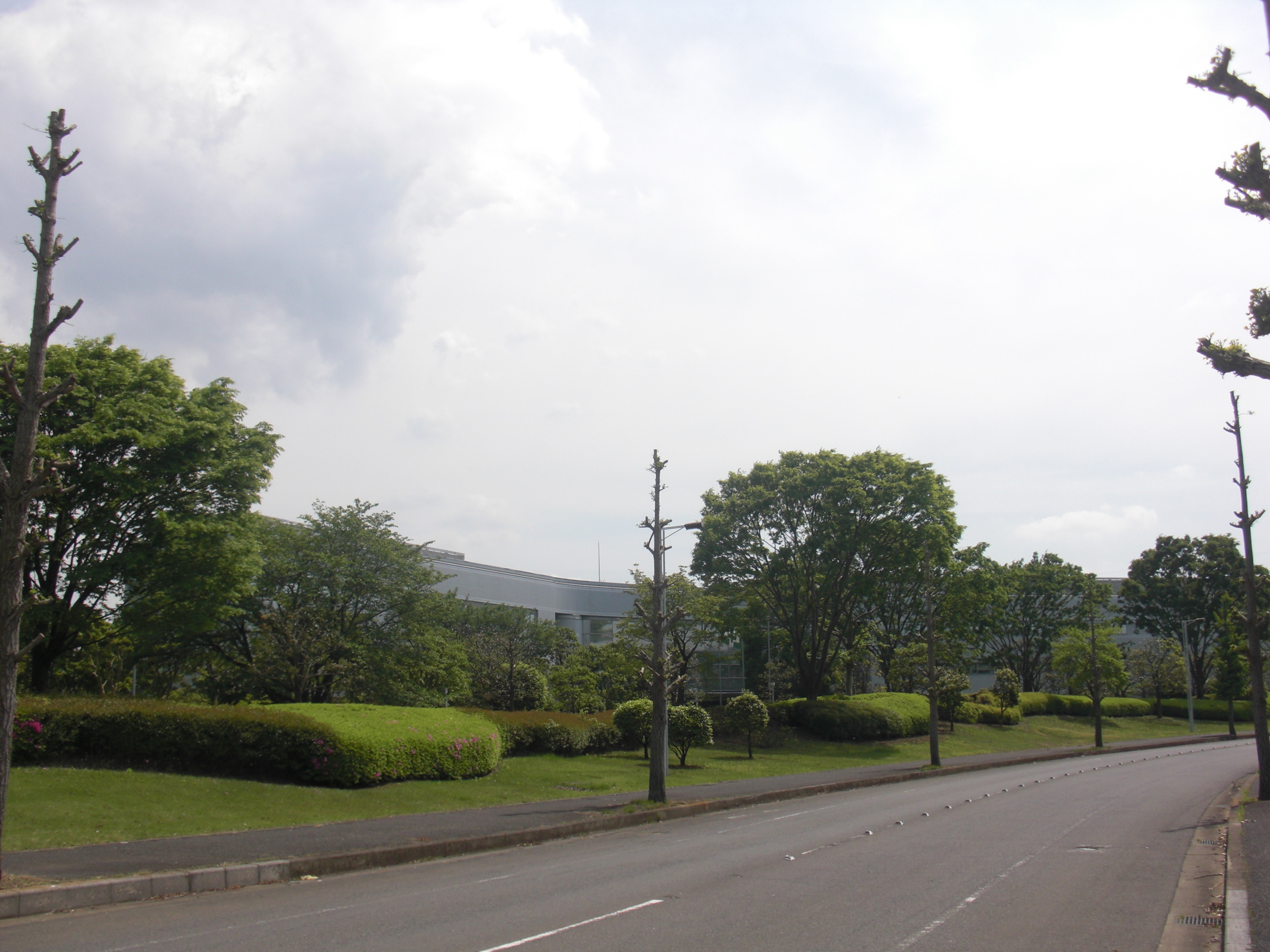
住友化学筑波開発研究所

北原（きたはら）は茨城県つくば市にある地名。郵便番号は300-3266。2017年8月1日現在の人口は、0人である。

## 地理
つくば市北部に位置し、筑波研究学園都市周辺開発地区に位置する。
全域が1981年（昭和56年）から1986年（昭和61年）に開発された、開発総面積140,800m2の「筑波北部工業団地」である。筑波研究学園都市の都市育成充実を図る先端技術産業の導入地区として位置づけられており、住友化学、ロームつくばなど、医薬品、紙、パルプ、情報通信電子材料、放射光、集積回路等の研究施設がある。
東は水守、西は大久保、南は長高野（おさごうや）、北は和台と接している。

## 歴史

### 地名の由来
つくば市長高野にあった小字の「北原」に由来する。

## 小・中学校の学区
市立小・中学校に通う場合、大久保全域が前野小学校、大穂中学校となる。

## 交通
路線バス
筑波北部工業団地バス停
- ■ 関東鉄道バス C8系統 つくばセンター
- ■ 関東鉄道バス C8・C8A・18系統 テクノパーク大穂
- ■ 関東鉄道バス 18系統 土浦駅東口
- ■ つくタク

道路
- 茨城県道・栃木県道45号つくば真岡線 - 西端を通る主要地方道。

## 施設
- 住友化学筑波開発研究所・先端材料探索研究所
- ロームつくば本社（ローム子会社）
- 筑波北部公園